# مایکل گلیسون
مایکل گلیسون (انگلیسی: Michael Gleason; ۱۶ نوامبر ۱۸۷۶ – ۱۱ ژانویهٔ ۱۹۲۳) قایقران روئینگ اهل ایالات متحده آمریکا بود.